# Vincent Jacques Bodin
Pour les articles homonymes, voir Bodin.
Vincent Jacques Bodin est un homme politique français né le 3 décembre 1758 à Thouars et décédé le 1er janvier 1832 à Sainte-Verge (Deux-Sèvres).

## Biographie
Fils de Vincent Louis Bodin, négociant à Thouars, et de Jeanne Michelle Poibeau, il est maire de Gournay en 1789 et commandant de la garde nationale. Membre du directoire des Deux-Sèvres en 1790, président du tribunal de Thouars en 1792, il est élu député des Deux-Sèvres au Conseil des Cinq-Cents le 23 germinal an VII. Il est juge au tribunal d'appel de Poitiers sous le Consulat, puis président de la cour criminelle des Deux-Sèvres en 1809 et président de chambre à la cour d'appel de Poitiers en 1811.

## Pour approfondir